# Kanton Fleurance-Lomagne
Fleurance-Lomagne is een kanton van het Franse departement Gers. Het kanton maakt deel uit van het arrondissement Condom. In 2019 telde het 13.022 inwoners.
Het kanton werd gevormd ingevolge het decreet van 26 februari 2014 met uitwerking op 22 maart 2015, met Fleurance als hoofdplaats.

## Gemeenten
Het kanton omvat de volgende 33 gemeenten: 
- Avezan
- Bivès
- Brugnens
- Cadeilhan
- Castelnau-d'Arbieu
- Castéron
- Céran
- Cézan
- Estramiac
- Fleurance
- Gaudonville
- Gavarret-sur-Aulouste
- Goutz
- Lalanne
- Lamothe-Goas
- Magnas
- Mauroux
- Miramont-Latour
- Montestruc-sur-Gers
- Pauilhac
- Pessoulens
- Pis
- Préchac
- Puységur
- Réjaumont
- Saint-Clar
- Saint-Créac
- Saint-Léonard
- Sainte-Radegonde
- Le Sauvetat
- Taybosc
- Tournecoupe
- Urdens